# جرج گرین (بازیکن فوتبال)
جرج گرین (انگلیسی: George Green; ۲ مهٔ ۱۹۰۱ – ۱۹۸۰ (۷۸−۷۹ سال)) بازیکن فوتبال اهل بریتانیا بود.
از باشگاه‌هایی که در آن بازی کرده‌است می‌توان به باشگاه فوتبال شفیلد یونایتد اشاره کرد.
وی همچنین در تیم ملی فوتبال انگلستان بازی کرده‌است.